# Silnice I/19
Die Silnice I/19 (tschechisch für: „Straße I. Klasse 19“) ist eine tschechische Staatsstraße (Straße I. Klasse).

## Verlauf

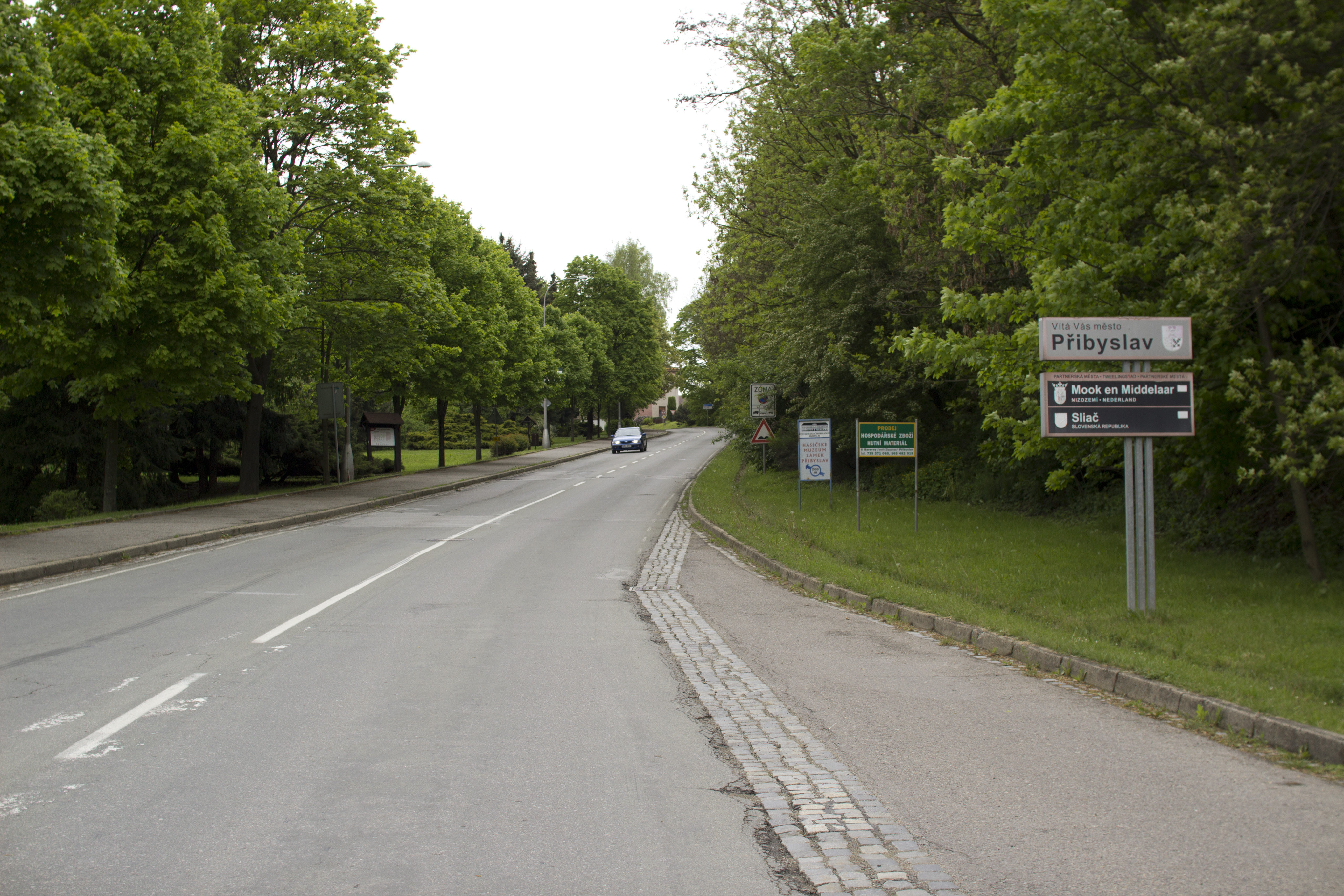
Die Straße in Přibyslav

Die Straße zweigt bei Nezbavětice (Nesbawietitz) von der Silnice I/20 (Europastraße 49) nach Südosten ab und führt über Rožmitál pod Třemšínem, wo die Silnice I/18 nach Nordosten abzweigt, und Mirovice (Mirowitz), kurz danach die Silnice I/4 kreuzend nach Milevsko (Mühlhausen). Im weiteren Verlauf nimmt sie in Oltyně die Silnice I/29 auf, wird nördlich an Tábor vorbeigeführt und erreicht dann die Autobahn Dálnice 3 (Europastraße 55) bei der Anschlussstelle (exit) 77. Bei der Anschlussstelle 80 trennt sie sich wieder von der Autobahn und setzt sich nach Osten fort, bis sie im Norden der Stadt Pelhřimov (Pilgram) auf die Silnice I/34 trifft. Die Straße trennt sich bei Rouštany wieder von der Silnice I/34  und verläuft über Přibyslav (Primislau) nach Žďár nad Sázavou (Saar). Hier wird die Silnice I/37 gekreuzt. Die Fortsetzung der Straße führt über Nové Město na Moravě (Neustadt in Mähren) und Bystřice nad Pernštejnem (Bistritz ob Pernstein) nach Kunštát (Kunstadt) und schließlich zum Straßenende bei ihrem Zusammentreffen mit der Silnice I/43 (Europastraße 461) bei Sebranice u Boskovic (Sebranitz).
Die Länge der Straße beträgt knapp 225 Kilometer.

## Geschichte
Von 1940 bis 1945 bildete die Straße von Tábor bis Pilgram einen Teil der Reichsstraße 370.